# Episodi di Switch (terza stagione)
La terza stagione della serie televisiva Switch è stata trasmessa in anteprima negli Stati Uniti d'America dalla CBS tra il 23 settembre 1977 e il 9 luglio 1978.
| nº | Titolo originale               | Titolo italiano | Prima TV USA      | Prima TV Italia |
| -- | ------------------------------ | --------------- | ----------------- | --------------- |
| 1  | Net Loss                       |                 | 23 settembre 1977 |                 |
| 2  | Downshift                      |                 | 30 settembre 1977 |                 |
| 3  | Legend of the Macunas (Part 1) |                 | 14 ottobre 1977   |                 |
| 4  | Legend of the Macunas (Part 2) |                 | 21 ottobre 1977   |                 |
| 5  | Fade Out                       |                 | 4 novembre 1977   |                 |
| 6  | Dancer                         |                 | 5 dicembre 1977   |                 |
| 7  | Go for Broke                   |                 | 12 dicembre 1977  |                 |
| 8  | Lady of the Deep               |                 | 19 dicembre 1977  |                 |
| 9  | Thirty Thousand Witnesses      |                 | 26 dicembre 1977  |                 |
| 10 | Dangerous Curves               |                 | 2 gennaio 1978    |                 |
| 11 | The Tong                       |                 | 9 gennaio 1978    |                 |
| 12 | Who Killed Lila Craig?         |                 | 16 gennaio 1978   |                 |
| 13 | Three Blonde Mice              |                 | 30 gennaio 1978   |                 |
| 14 | Coronado Circle                |                 | 7 febbraio 1978   |                 |
| 15 | Stolen Island                  |                 | 28 marzo 1978     |                 |
| 16 | Formula for Murder             |                 | 28 aprile 1978    |                 |
| 17 | Blue Crusaders Reunion         |                 | 5 maggio 1978     |                 |
| 18 | Mexican Standoff               |                 | 12 maggio 1978    |                 |
| 19 | Play-Off                       |                 | 18 giugno 1978    |                 |
| 20 | The Cage                       |                 | 25 giugno 1978    |                 |
| 21 | Photo Finish                   |                 | 2 luglio 1978     |                 |
| 22 | The Siege at the Bouziki Bar   |                 | 9 luglio 1978     |                 |